# Hovenden Walker
Hovenden Walker, né en 1656 ou 1666 et mort en 1725 ou 1728, est un amiral britannique, surtout connu pour avoir mené l'expédition Walker destinée à s'emparer de Québec en 1711, alors capitale de la Nouvelle-France, expédition s'étant conclue par le naufrage de la flotte.